# Luka Milivojević
Luka Milivojević (Servisch: Лука Миливојевић) (Kragujevac, 7 april 1991) is een Servische voetballer die doorgaans als middenvelder speelt. Hij verruilde Olympiakos Piraeus in januari 2017 voor Crystal Palace. Milivojević debuteerde in 2012 in het Servisch voetbalelftal.

## Clubcarrière

### Radnički 1923
Milivojević maakte in 2007 zijn debuut voor Radnički 1923. Het team speelde op dat ogenblik in Srpska Liga, de derde divisie van het Servisch voetbal.

### Rad
In 2008 versierde de middenvelder een transfer naar FK Rad. Op 23 augustus 2008 debuteerde Milivojević op het hoogste niveau. Hij mocht toen tegen FK Čukarički na 87 minuten invallen voor Mirko Teodorović. Vanaf 2010 kreeg hij regelmatig speelkansen en in het seizoen 2011/12 werd Milivojević een vaste waarde. Dat jaar maakte hij ook zijn Europees debuut. De jeugdinternational mocht met Rad aantreden in de voorrondes van de UEFA Europa League.

### Rode Ster Belgrado
De opmars van de getalenteerde Milivojević ontging ook Robert Prosinečki niet. De trainer van topclub Rode Ster overtuigde het bestuur om hem tijdens de winterstop van het seizoen 2011/12 aan te trekken. Milivojević tekende op 19 december 2011 een contract voor 3,5 jaar.
Op 16 mei 2012 veroverde hij met Rode Ster de Servische beker. In de finale versloeg het Borac Čačak met 2-0. Milivojević startte in de basis en werd na 80 minuten vervangen door Cadú. In zowel 2012 als 2013 werd Milivojević met Rode Ster ook vicekampioen.

### RSC Anderlecht
Op 26 juli 2013 reisde Milivojević naar RSC Anderlecht, waar hij een contract tekende voor vijf seizoenen. Enkele dagen later, op 2 augustus 2013, maakte hij tegen Cercle Brugge zijn officiële debuut voor paars-wit. Hij mocht na 67 minuten invallen voor Dennis Praet.

### Olympiakos Piraeus
Met de komst van Steven Defour in de zomer van 2014 als nieuwe middenvelder werd Milivojević overbodig. Hij werd verhuurd aan Olympiakos Piraeus voor de rest van het seizoen.

## Clubstatistieken
| Seizoen | Club               | Competitie     | Duels | Doelp. |
| ------- | ------------------ | -------------- | ----- | ------ |
| 2007/08 | Radnički 1923      | Srpska Liga    | 5     | 1      |
| 2008/09 | FK Rad             | Superliga      | 1     | 0      |
| 2009/10 | FK Rad             | Superliga      | 9     | 0      |
| 2010/11 | FK Rad             | Superliga      | 26    | 0      |
| 2011/12 | FK Rad             | Superliga      | 13    | 3      |
| 2011/12 | Rode Ster Belgrado | Superliga      | 11    | 1      |
| 2012/13 | Rode Ster Belgrado | Superliga      | 25    | 6      |
| 2013/14 | RSC Anderlecht     | Eerste klasse  | 16    | 0      |
| 2014/15 | RSC Anderlecht     | Eerste klasse  | 3     | 0      |
| 2014/15 | → Olympiakos       | Super League   | 23    | 2      |
| 2015/16 | Olympiakos         | Super League   | 23    | 3      |
| 2016/17 | Olympiakos         | Super League   | 17    | 6      |
| 2016/17 | Crystal Palace     | Premier League | 14    | 2      |
| 2017/18 | Crystal Palace     | Premier League | 36    | 10     |
| 2018/19 | Crystal Palace     | Premier League | 38    | 12     |
| 2019/20 | Crystal Palace     | Premier League | 31    | 3      |
| 2020/21 | Crystal Palace     | Premier League | 31    | 1      |
| 2021/22 | Crystal Palace     | Premier League | 15    | 0      |
| 2022/23 | Crystal Palace     | Premier League | 0     | 0      |
| Totaal  | Totaal             | Totaal         | 337   | 50     |

## Interlandcarrière
Milivojević was al enkele jaren jeugdinternational toen hij in 14 november 2012 voor het eerst geselecteerd werd voor het Servisch voetbalelftal. Van bondscoach Siniša Mihajlović mocht hij toen meespelen in een vriendschappelijk duel tegen Chili. Op 7 juni 2013 startte hij in de basis in het WK-kwalificatieduel tegen België. Servië verloor met 2-1, Milivojević werd na 69 minuten vervangen door Radosav Petrović. Milivojević maakte deel uit van de Servische selectie die onder leiding van bondscoach Mladen Krstajić deelnam aan de WK-eindronde 2018 in Rusland. Daar sneuvelde de ploeg in de voorronde na een overwinning op Costa Rica (1-0) en nederlagen tegen achtereenvolgens Zwitserland (1-2) en Brazilië (0-2). Milivojević kwam in twee van de drie WK-duels in actie voor zijn vaderland.

## Erelijst
| Nationaal          |    |           |
| Belgisch kampioen  | 1x | 2014      |
| Belgische Supercup | 1x | 2014      |
| Beker van Servië   | 1x | 2012      |
| Super League       | 2x | 2015,2016 |

1 Henderson ·
2 Ward  ·
3 Mitchell ·
4 Holding ·
5 Lacroix ·
6 Guéhi ·
7 Sarr ·
8 Lerma ·
9 Nketiah ·
10 Eze ·
11 França ·
12 Muñoz ·
14 Mateta ·
15 Schlupp ·
16 Andersen ·
17 Clyne ·
18 Kamada ·
19 Hughes ·
20 Wharton ·
26 Richards ·
28 Doucouré ·
30 Turner ·
31 Matthews ·
34 Riad ·
Chalobah ·
Moulden ·
Coach: Glasner
1 Stojković ·
2 Rukavina ·
3 Tošić ·
4 Milivojević ·
5 Spajić ·
6 Ivanović ·
7 Živković ·
8 Prijović ·
9 Mitrović ·
10 Tadić ·
11 Kolarov  ·
12 Rajković ·
13 Veljković ·
14 Rodić ·
15 Milenković ·
16 Grujić ·
17 Kostić ·
18 Radonjić ·
19 Jović ·
20 Milinković-Savić ·
21 Matić ·
22 Ljajić ·
23 Dmitrović ·
Coach: Krstajić
1 Stojković ·
2 Rukavina ·
3 Tošić ·
4 Milivojević ·
5 Spajić ·
6 Ivanović ·
7 Živković ·
8 Prijović ·
9 Mitrović ·
10 Tadić ·
11 Kolarov  ·
12 Rajković ·
13 Veljković ·
14 Rodić ·
15 Milenković ·
16 Grujić ·
17 Kostić ·
18 Radonjić ·
19 Jović ·
20 Milinković-Savić ·
21 Matić ·
22 Ljajić ·
23 Dmitrović ·
Coach: Krstajić